# آلن مارسل پیکازو
آلن مارسل پیکازو (انگلیسی: Alan Marcel Picazzo؛ زادهٔ ۲۱ ژوئن ۱۹۹۹) بازیکن فوتبال اهل آرژانتین است.
از باشگاه‌هایی که در آن بازی کرده‌است می‌توان به باشگاه فوتبال ریور پلاته اشاره کرد.